# Lacs d'Entremont
Les lacs d'Entremont sont deux lacs de l'île principale des îles Kerguelen dans les Terres australes et antarctiques françaises (TAAF). Ils sont situés sur la péninsule Gallieni, l'un d'entre eux, le plus oriental, à 178 mètres d'altitude.